# Akysis prashadi
Akysis prashadi es una especie de pez de la familia Akysidae en el orden de los Siluriformes.

## Morfología
• Los machos pueden llegar alcanzar los 6 cm de longitud total.
- Número de  vértebras: 34-35.[1]

## Distribución geográfica
Se encuentran en Asia: Birmania.